# Janjina (rivière)
Pour l’article homonyme, voir Janjina.
La Janjina est une rivière de Bosnie-Herzégovine. Elle est un affluent droit de la Drina, donc un sous-affluent du Danube par la Save. Elle fait partie du bassin versant de la mer Noire.

## Géographie
La Janjina se jette dans la Drina à la hauteur du village de Samobor.